# Oberneukirchen, Oberbayern
Oberneukirchen är en kommun och ort i Landkreis Mühldorf am Inn i Regierungsbezirk Oberbayern i förbundslandet Bayern i Tyskland.
Kommunen ingår i kommunalförbundet Polling tillsammans med kommunen Polling.